# Dagdrivarna
Dagdrivarna kallas en grupp finlandssvenska intellektuella på 1910-talet, vars stämningar präglades av pessimism, skepticism och känslokyla, delvis sammanhängande med den politiska och kulturella situation Finland då befann sig i. Inom gruppen, som fick sitt namn efter Torsten Helsingius roman Dagdrivare (1914), var Runar Schildt det främsta namnet; bland de övriga märks bland andra Gustav Alm, Henrik Hildén, Ture Janson  och Henning Söderhjelm.
Novellen var det naturliga uttrycksmedlet för dessa författare, som funnit sin livssyn blottad på all kampens och känslornas romantik, enligt deras mening beundransvärt formulerad av rikssvensken Hjalmar Söderberg. Under hans inflytande utformade de på den grund som Mikael Lybeck lagt inom finlandssvensk prosa en ny stilkonst, vars främsta kännetecken är klarhet, smidighet och en levande språklig rytm. En viss impulsgivande betydelse hade även tiotalets borgerliga realister i Sverige. Denna författargeneration, som i Sverige kallats flanörerna (efter Sigfrid Siwertz roman En flanör, 1914), hämtade vanligen sina motiv ur stadslivet, från krogar och andra tillhåll där dagdrivarstämningen hade en naturlig jordmån. Dagdrivarna kom därigenom att bli skildrarna framom andra av Helsingfors före första världskriget med dess säregna blandning av svenskt, finskt och ryskt.